# Pnigalio ternatus
Pnigalio ternatus är en stekelart som beskrevs av Askew 1984. Pnigalio ternatus ingår i släktet Pnigalio och familjen finglanssteklar.
Artens utbredningsområde är:
- Ungern.
- Sverige.

Arten är reproducerande i Sverige. Inga underarter finns listade i Catalogue of Life.